# Estadio Armando Dely Valdés
Estadio Armando Dely Valdés – stadion piłkarski w panamskim mieście Colón, w prowincji Colón. Obiekt może pomieścić 4500 widzów, a swoje mecze rozgrywają na nim drużyny Árabe Unido i Colón C-3. 
Stadion został wzniesiony w 1970 roku, jest położony w dzielnicy Barrio Arco Iris na terenie kampusu uczelni Universidad de Colón, nieopodal wybrzeża Oceanu Atlantyckiego. Jego projektantem był architekt Octavio Méndez Guardia. W 2004 roku, decyzją Panamskiego Związku Piłki Nożnej, obiekt przemianowano na cześć byłego reprezentanta kraju, Armando Dely Valdésa. W 2003 roku i 2007 roku stadion przechodził renowację, związaną m.in. z wymianą murawy i powiększeniem pojemności trybun.